# Callipelta cavernicola
Callipelta cavernicola är en svampdjursart som först beskrevs av Jean Vacelet och Vasseur 1965.  Callipelta cavernicola ingår i släktet Callipelta och familjen Neopeltidae.
Artens utbredningsområde är Madagaskar. Inga underarter finns listade i Catalogue of Life.